# Ils ont changé ma chanson
Albums de Dalida
Ma mère me disait
(1969) Une vie...
(1971)
Ils ont changé ma chanson est le titre d'un album de Dalida paru en 1970. C'est le premier 33 tours produit par le frère et directeur artistique de la chanteuse Orlando.
L'album tire son nom du premier morceau qui est une reprise de la chanson de Melanie Safka de 1969 : What Have They Done to My Song, Ma.
Le single éponyme est repris en 2000 par les chanteurs Arno en duo avec Stephan Eicher (2000).

## Face A
1. Ils ont changé ma chanson, ma (chanson)
2. Si c'était à refaire (La prima cosa bella)
3. Mon frère le soleil
4. Les Jardins de Marmara
5. Diable de temps (Old Devil Time)
6. Darla Dirladada

## Face B
1. Lady D'Arbanville (Lady d'Arbanville)
2. Pour qui pour quoi
3. Entre les lignes entre les mots
4. Une jeunesse
5. Ram dam dam (La vie bat le tambour)

## Singles

### France
- Darla Dirladada/Diable de temps
- Ils ont changé ma chanson/Ram dam dam (La vie bat le tambour)
- Pour qui pour quoi/Lady d'Arbanville/Si c'était à refaire/Entre les lignes entre les mots